# Torre dei Benizzi
La torre dei Benizzi è un antico edificio del centro storico di Firenze, situato in una corte interna in via dello Sprone 1/6 a.

## Storia e descrizione
L'edificio prospetta con due suoi lati nella corte dell'edificio INA realizzato da Giovanni Michelucci a risarcire quest'area dalle distruzioni operate dalle mine poste dall'esercito tedesco in ritirata nell'agosto del 1944. 
Si sviluppa per cinque piani, con l'ultimo segnato da una loggetta coperta a doppio spiovente e chiusa a vetri. Nella muratura, oggi intonacata, sono stati lasciati a vista nella parte basamentale, oltre ad ampie superfici a filaretto, vari elementi architettonici in pietraforte, a disegnare sui fronti archi, monofore e parti dell'originario rivestimento della fabbrica medievale che qui insisteva e che venne in buona parte distrutta. Il lato nord presenta al piano terreno una piccola finestra inginocchiata, databile tra Cinquecento e Seicento, oltre ad altre aperture rettangolari e ad arco, memori dell'edificio due trecentesco. Anche le porzione intonacate, che si possono considerare moderne, conservano grazie alle poche e piccole bucature, i caratteri severe ed essenziali dell'antica architettura.
La torre è occupata abitazioni private.